# Mata Amritanandamayi
Mātā Amritanandamayī Devi, mais conhecida como Amma (que significa mãe), nascida a 27 de setembro de 1953, é uma guru hindu indiana e humanitarista. Ela é referida como a "santa do abraço".

## Biografia
Sri Mata Amritanandamayi Devi é filha de Smt Dhamayanthi Amma e Shri Sugunanandan; com o nome de Sudhamani, nasceu em Parayakadavu, uma pequena vila de pescadores em Alappad, no estado de Kerala. É falante da língua malaiala, uma das línguas oficiais da Índia. Costuma se referir a si mesma na terceira pessoa.
Ao contrário de outros líderes hindus, nunca teve um guru. Desde pequena, chamava a atenção com as muitas horas que passava em meditação, em devoção a Krishna, além de compor canções e ser frequentemente vista cantando para o divino. A partir de 1975, começou a fazer as primeiras reuniões e reunir discípulos. Em 1981, recebeu formalmente o nome de Mata Amritanandamayi Devi e a Mata Amritanandamayi Mission foi formalmente registrada.
Amma tornou-se conhecida por abraçar as pessoas como uma bênção e uma terapia. A guru afirma que seus abraços se devem a seu carma: "Esse é meu caráter. Meu carma é consolar aqueles que estão tristes". Seus seguidores chamam o ato de abraçar de "darshan", ou ver, palavra usada para descrever uma audiência com uma divindade. Pelo mundo todo, teria abraçado pelo menos 32 milhões de pessoas até 2012.
Críticas são feitas a Amma, especialmente por ex-devotos, como Gail Tredwell, que passou 19 anos do lado da guru, acusando ela e a organização de violências e improbidade financeira. A guru e sua organização rejeitam as acusações, afirmando serem "um livro aberto". Em reação, o ashram entrou com ações judiciais contra várias mídias.

## Trabalhos sociais
Seu Ashram sede, conhecido como Amritapuri, foi construído na terra onde ela cresceu, um grande complexo, possuindo cerca de 5 mil residentes permanentes e semipermanentes e até 15 mil visitantes em um dia movimentado. Iniciou uma rede de instituições de caridade, chamada Embracing the World, que se concentra em fornecer comida, moradia, educação e serviços médicos aos pobres. Conforme a organização, suas instituições de caridade arrecadam uma média de US$ 20 milhões em doações anualmente. Também mantém outras propriedades pelos Estados Unidos e Europa. Amma também é fundadora e chanceler da Amrita Vishwa Vidyapeetham, universidade privada, reconhecida como a sétima melhor do país, com mais de 24 mil alunos e nove campi.
Amma obteve ainda mais projeção quando anunciou a doação de um bilhão de rúpias (23 milhões de dólares) para reconstruir casas destruídas de indianos atingidos pela tragédia da tsunami. O mesmo aconteceu ao doar, através de sua filial nos Estados Unidos, um milhão de dólares para ajudar as vítimas do furacão Katrina; o cheque foi entregue por seus representantes ao ex-presidente Bill Clinton. Em 2005, a Organização das Nações Unidas, através de seu Conselho Econômico e Social, atribuiu o Status Consultivo Especial à Mata Amritanandamayi Mission. Segundo os relatórios da Embracing the World, a fundação tem investido 1,68 bilhão desde 1981 em atividades de caridade em todo o mundo; com 162 projetos em 48 países; contando com 17 mil voluntários de todo o mundo; e beneficiando 30 milhões de pessoas em todo o mundo.

## Diálogo inter-religioso
Palestrante no Parlamento Mundial de Religiões, Mata Amritanandamayi também fez parte do Conselho Consultivo Internacional da organização. É membro do Conselho Mundial de Líderes Religiosos do The Elijah Interfaith Institute.
Em dezembro de 2014, foi um dos líderes religiosos recebidos pelo Papa Francisco no Vaticano, assinando uma declaração na qual se comprometeram a trabalhar juntos pela erradicação da escravidão moderna.
Participou em 2018, em Abu Dhabi, da primeira cúpula mundial de alianças inter-religiosas, envolvendo líderes religiosos mundiais, líderes empresariais e formuladores de políticas globais.

## Prêmios e reconhecimentos
- 1993, Amma atuou como uma das três presidentes da fé hindu do Parlamento Centenário das Religiões do Mundo, em Chicago, e mais tarde discursou pela primeira vez nas Nações Unidas;[21][22]
- 1995, discursou na Celebração Inter-religiosa em homenagem ao 50º aniversário das Nações Unidas, proferido na Catedral de São João, o Divino, em Nova York;[23]
- 2002, Prêmio Gandhi-King de Não-Violência;[24]
- 2002, Prêmio Karma Yoga;[25]
- 2006, Prêmio Santo Filósofo Sri Jnaneshwara da Paz Mundial, do World Peace Centre;[26]
- 2006, Prêmio Inter-religioso James Parks Morton;[27]
- 2007, prêmio de reconhecimento do festival de cinema de direitos humanos Cinema Verite, entregue pela atriz Sharon Stone;[28]
- 2010, Doutorado Honorário da Universidade Estadual de Nova Iorque em Buffalo;[29]
- 2012, incluída na lista da Watkins Books das 100 pessoas vivas mais influente espiritualmente do mundo;[30]
- 2013, prêmio Vishwaretna Puraskar (Prêmio Joia do Mundo), concedido pelo recém-constituído Parlamento Hindu;[31]
- 2014, eleita uma das 50 líderes religiosas femininas mais poderosas pelo The Huffington Post;[32]
- 2019, doutorado honorário da University of Mysore, por suas contribuições ao campo da educação espiritual e do trabalho social;[33]
- 2023, presidiu o Civil 20, um grupo de engajamento oficial do G20.[34]